# Most-Híd

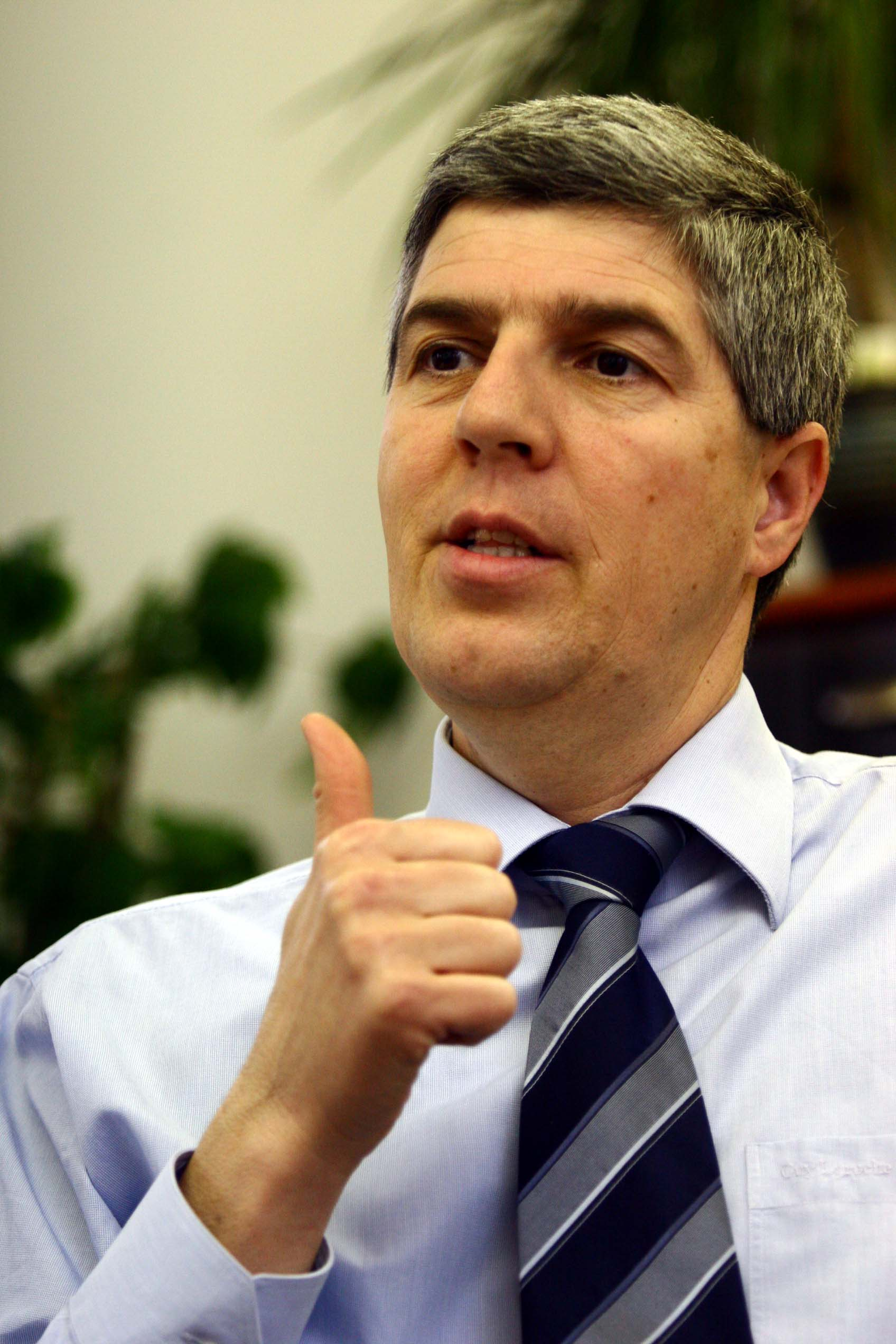
Béla Bugár en 2010

Most–Híd (du slovaque Most et du hongrois Híd, qui signifient « pont »), sous-titré az együttműködés pártja – strana spolupráce (« le parti de la coopération » dans ces mêmes langues), est un parti politique slovaque de tendance sociale-libérale et qui défend un rapprochement et un dialogue entre la population slovaque et la minorité magyare de Slovaquie.

## Histoire

### Fondation
Il a été fondé le 30 juin 2009 par d'anciens membres du Parti de la coalition hongroise (SMK-MKP), défenseur des intérêts de la minorité magyare au Conseil national de la République slovaque et qu'ils jugeaient désormais trop radical. Ce parti, dont le vice-président Rudolf Chmel a été élu afin de représenter les Slovaques dans l'appareil, a été créé pour ouvrir un dialogue entre la minorité de langue et culture hongroise et le reste de la population, alors que Robert Fico, président du gouvernement, et le Parti national slovaque (SNS) attisent la division ethnique du pays, dénonçant notamment l'octroi d'un passeport aux magyars de souche par la Hongrie.

### Entrée au Conseil national
Most-Híd participe à son premier scrutin en présentant des candidats aux élections législatives du 12 juin 2010. Il y a obtenu 8,12 % des voix, ce qui lui donne 14 députés sur 150. Il remplace ainsi le Parti de la coalition hongroise (SMK-MKP), présent depuis douze ans au Conseil national, comme représentant des intérêts de la minorité hongroise de Slovaquie au Parlement.

### Participation au gouvernement
À la suite du scrutin parlementaire de 2010, le parti intègre une coalition gouvernementale avec l'Union démocrate et chrétienne slovaque - Parti démocrate (SDKÚ-DS), Liberté et solidarité (SaS) et le Mouvement chrétien-démocrate (KDH), dans laquelle Rudolf Chmel est vice-président du gouvernement, chargé des droits de l'homme et des minorités, et Zsolt Simon est ministre de l'Agriculture, de l'Environnement et du Développement régional. Le 2 novembre suivant, József Nagy devient ministre de l'Environnement, Zsolt Simon étant désormais chargé de l'Agriculture et du Développement rural.

### Passage dans l'opposition
À l'occasion des élections législatives anticipées du 10 mars 2012, la formation recule à 6,9 % des voix et perd un siège de député, conservant ainsi 13 parlementaires. Cependant, la victoire avec une majorité absolue du parti SMER – social-démocratie (SMER-SD) le force à rejoindre les rangs de l'opposition.

## Programme
Le parti souhaite renforcer la compétitivité économique de la Slovaquie en réduisant la fiscalité, fusionnant les cotisations sociales, sécurisant le marché du travail et en instaurant une société de la connaissance. Il ambitionne également d'éradiquer la corruption et le clientélisme, notamment en rendant transparente l'attribution des marchés publics. Il soutient en outre la mise en place de politiques en faveur des minorités ethniques, qu'elles soient magyare ou rom, par l'institution d'un soutien tant juridique que financier, et en facilitant la pratique de leur langue et leur culture au moyen d'une loi de protection des minorités.[réf. nécessaire]

## Résultats électoraux

### Élections législatives
| Année | %    | Mandats  | Rang | Gouvernement                                 |
| ----- | ---- | -------- | ---- | -------------------------------------------- |
| 2010  | 8,1  | 14 / 150 | 5e   | Radičová                                     |
| 2012  | 6,9  | 13 / 150 | 4e   | Opposition                                   |
| 2016  | 6,5  | 11 / 150 | 4e   | Fico III (2016-2018), Pellegrini (2018-2020) |
| 2020  | 2,05 | 0 / 150  | 13e  | Extra-parlementaire                          |
| 2023  | 0,3  | 0 / 150  | 15e  | Extra-parlementaire                          |

### Élections européennes
| Année | %   | Mandats | Rang | Groupe |
| ----- | --- | ------- | ---- | ------ |
| 2014  | 5,8 | 1 / 13  | 8e   | PPE    |
| 2019  | 2,6 | 0 / 14  | 11e  |        |

## Identité visuelle

Logo de 2009 à 2021.
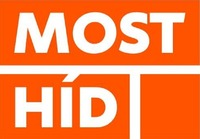
Logo en 2023.
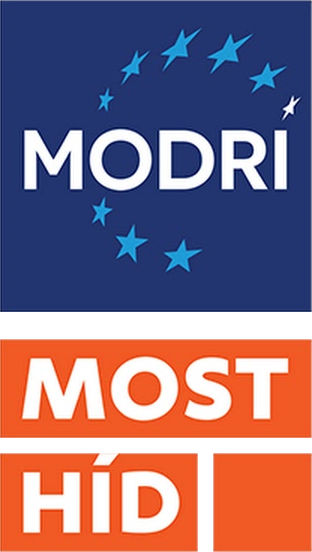
Logo depuis 2023.